# Kvadreringsreglerna

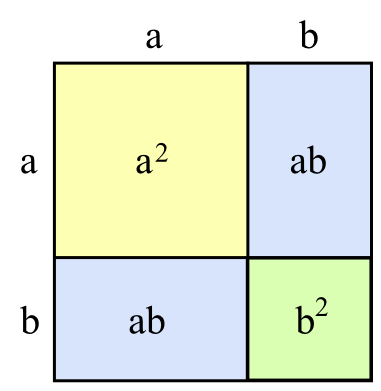

Kvadreringsreglerna är regler inom algebran för utveckling av kvadraten av två tals summa respektive differens:
{\displaystyle (a+b)^{2}=a^{2}+b^{2}+2ab}
{\displaystyle (a-b)^{2}=a^{2}+b^{2}-2ab}
Liksom konjugatregeln kan kvadreringsreglerna tillämpas på andra matematiska objekt än tal och i likhet med konjugatregeln måste objekten {\displaystyle a} och {\displaystyle b} kommutera.
Binomialsatsen ger utvecklingen av
{\displaystyle (a+b)^{n}}
för alla positiva heltal n.

## Kvadreringsregler för tre termer
{\displaystyle (a+b+c)^{2}=a^{2}+b^{2}+c^{2}+2ab+2ac+2bc}
{\displaystyle (a+b-c)^{2}=a^{2}+b^{2}+c^{2}+2ab-2ac-2bc}
{\displaystyle (a-b+c)^{2}=a^{2}+b^{2}+c^{2}-2ab+2ac-2bc}
{\displaystyle (a-b-c)^{2}=a^{2}+b^{2}+c^{2}-2ab-2ac+2bc}